# مابل روبنسون
مابل روبنسون (بالإنجليزية: Mabel Robinson)‏ هي كاتِبة وكاتبة للأطفال أمريكية، ولدت في 19 يوليو 1874، وتوفيت في 21 فبراير 1962.